# مطار كاياني
مطار كاياني (بالفنلندية: Kajaanin lentoasema)‏ (إياتا: KAJ، إيكاو: EFKI) هو مطار في بالتانيمي، كايآني، فنلندا، على بعد حوالي 7 كيلومتر (4 ميل) شمال غرب مركز مدينة كاياني.

## التاريخ
بدأ بناء المطار في عام 1939 مع استكمال المدرج في الخريف. ومع ذلك، بسبب اندلاع الحرب العالمية الثانية، لن يتم افتتاح المطار رسميًا حتى 22 يونيو 1956.

## شركات الطيران والوجهات
| شركـات طيـران | الوجهات                                        |
| ------------- | ---------------------------------------------- |
| فين إير       | مطار هلسنكي فانتا، مطار يوفاسكولا [الإنجليزية] |

## إحصائيات
| السنة | الركاب المحليين | الركاب الدوليين | إجمالي الركاب | معدل التغير |
| ----- | --------------- | --------------- | ------------- | ----------- |
| 2005  | 93.470          | 5،985           | 99455         | −4،4٪▼      |
| 2006  | 87273           | 5،464           | 92.737        | −6،8٪▼      |
| 2007  | 87.061          | 3،741           | 90802         | −2،1٪▼      |
| 2008  | 81243           | 3،366           | 84609         | −6،8٪▼      |
| 2009  | 70848           | 2،552           | 73400         | −13،3٪▼     |
| 2010  | 63980           | 2،033           | 66.013        | −10،1٪▼     |
| 2011  | 74985           | 3110            | 78.095        | + 18.3٪▲    |
| 2012  | 70369           | 7،483           | 77852         | -0،3٪▼      |
| 2013  | 69817           | 4،741           | 74558         | -4،2٪▼      |
| 2014  | 67981           | 3873            | 71،854        | -3،6٪▼      |
| 2015  | 81096           | 2933            | 84.029        | + 16.9٪▲    |
| 2016  | 84160           | 1،693           | 85853         | + 2،2٪▲     |
| 2017  | 84.724          | 2731            | 87455         | + 1،9٪▲     |
| 2018  | 85286           | 3529            | 88815         | + 1،6٪▲     |

## الجوائز
كان المطار هو مطار فينافيا للعام 1994 و 1997 و 2007.

## النقل البري
| وسائل النقل في مطار كاياني | وسائل النقل في مطار كاياني | وسائل النقل في مطار كاياني | وسائل النقل في مطار كاياني                         | وسائل النقل في مطار كاياني | وسائل النقل في مطار كاياني |
| وسائل النقل                | المشغل أو العامل           | الطريق                     | الأماكن                                            | الموقع إلكتروني            | الملاحظات                  |
| -------------------------- | -------------------------- | -------------------------- | -------------------------------------------------- | -------------------------- | -------------------------- |
| حافلة                      | حركة مرور كاجاني المحلية   | 4                          | ساحة سوق كاياني                                    | www.kajaani.fi             | في ساعات الذروة            |
| حافلة                      | أ. كيليون أوي              | ايرباص                     | محطة حافلات سوتكامو (عبر ساحة سوق كاجاني و فوكاتي) | www.akyllonen.fi           | حسب جداول الرحلات          |

## روابط خارجية
- فينافيا - مطار كاياني
- AIP Finland - مطار كاياني
- حالة الطقس في مطار كاياني.
- Airport information for EFKI at World Aero Data. Data current as of October 2006.
- Airport information for KAJ at Great Circle Mapper.
- تاريخ الحوادث لـ (KAJ) على شبكة سلامة الطيران.